# 7 يناير
- السبت
- الأحد
- الاثنين
- الثلاثاء
- الأربعاء
- الخميس
- الجمعة

- 2827 جمادى الآخرة 1446  هـ
- 2928 جمادى الآخرة 1446  هـ
- 3029 جمادى الآخرة 1446  هـ
- 3130 جمادى الآخرة 1446  هـ
- 11 رجب 1446  هـ
- 22 رجب 1446  هـ
- 33 رجب 1446  هـ
- 44 رجب 1446  هـ
- 55 رجب 1446  هـ
- 66 رجب 1446  هـ
- 77 رجب 1446  هـ
- 88 رجب 1446  هـ
- 99 رجب 1446  هـ
- 1010 رجب 1446  هـ
- 1111 رجب 1446  هـ
- 1212 رجب 1446  هـ
- 1313 رجب 1446  هـ
- 1414 رجب 1446  هـ
- 1515 رجب 1446  هـ
- 1616 رجب 1446  هـ
- 1717 رجب 1446  هـ
- 1818 رجب 1446  هـ
- 1919 رجب 1446  هـ
- 2020 رجب 1446  هـ
- 2121 رجب 1446  هـ
- 2222 رجب 1446  هـ
- 2323 رجب 1446  هـ
- 2424 رجب 1446  هـ
- 2525 رجب 1446  هـ
- 2626 رجب 1446  هـ
- 2727 رجب 1446  هـ
- 2828 رجب 1446  هـ
- 2929 رجب 1446  هـ
- 3030 رجب 1446  هـ
- 311 شعبان 1446  هـ

7 يناير أو 7 كانون الثاني أو يوم 7\1 (اليوم السابع من الشهر الأوَّل) هو اليوم السابع (7) من السنة وفقًا للتقويم الميلادي الغربي (الغريغوري). يبقى بعده 358 يومًا لانتهاء السنة، أو 359 يومًا في السنوات الكبيسة.

## أحداث
- 1325 – ألفونسو الرابع يعتلي عرش البرتغال.
- 1608 - نشوب حريق في مدينة جيمستاون بفيرجينيا يؤدي إلى تدميرها.
- 1610 - جاليليو جاليلي يكتشف أربعة أكبر أقمار كوكب المشتري وسميت بالأقمار الجاليلية نسبة إليه.
- 1782 - تأسيس أول بنك تجاري أمريكي سمي «ببنك أمريكا الشمالية».
- 1785 - القيام بأول رحلة جوية تعبر بين إنجلترا وفرنسا بواسطة منطاد هوائي.
- 1797 - البرلمان الإيطالي يتبنى الألوان الثلاثة الأخضر والأبيض والأحمر لتكون الألوان التي ترمز للعلم الوطني الإيطالي.
- 1789 - إجراء أول انتخابات رئاسية على المستوى الوطني في الولايات المتحدة.
- 1909 - كولومبيا تعترف باستقلال بنما.
- 1919 - انتفاضة عيد الميلاد في الجبل الأسود.
- 1927 - إجراء أول اتصال تلفوني دولي من نيويورك إلى لندن.
- 1929 - ملك أفغانستان أمان الله يفرض الحجاب على النساء ويمنع الملابس الغربية.
- 1953 - الرئيس الأمريكي هاري ترومان يعلن أن الولايات المتحدة طورت قنبلة هيدروجينية.
- 1959 - الولايات المتحدة تعترف رسميًا بحكومة فيدل كاسترو في كوبا.
- 1960 - الجمهورية العربية المتحدة توقع عقداً مع شركة يوغوسلافية لبناء مرفأ جديد في مدينة طرطوس بكلفة 3.2 مليون دولار على أن يكتمل بناؤه في 5 سنوات.
- 1962 - الرئيس الإندونيسي أحمد سوكارنو يتعرض لمحاوله اغتيال فاشلة.
- 1975 - اجتماع بين الرئيس السوري حافظ الأسد ونظيره اللبناني سليمان فرنجية في مدينة شتورا اللبنانية القريبة من الحدود السورية. كانت تلك المرة الأولى والأخيرة التي يزور فيها حافظ الأسد لبنان.
- 1977 - جهاز مكافحة التجسس الفرنسي يوقف عضو المجلس الثوري لحركة فتح محمد داوود عودة في باريس ثم يفرج عنه رغم مذكرة توقيف صادرة عن ألمانيا للاشتباه بتورطه في عملية ميونيخ.
- 1979 - القوات الفيتنامية تجتاح بنوم بنه عاصمة كمبوديا وتسيطر عليها وتطرد قوات الخمير الحمر ورئيسهم بول بوت.
- 1980 - بداية محادثات الرئيس المصري محمد أنور السادات ورئيس وزراء إسرائيل مناحم بيجن في أسوان تمهيدًا لتوقيع اتفاقية سلام منفردة بين مصر وإسرائيل.
- 1984 -
  - مدينة صيدا تتعرض لهجوم إسرائيلي بالدبابات.
  - بروناي تنضم لمنظمة دول جنوب شرق آسيا (أسيان) لتكون سادس دولة تنظم لهذه المنظمة.
- 1989 -
  - أكيهيتو يصبح إمبراطوراً على اليابان بعد وفاة والده الإمبراطور هيروهيتو.
  - إرسال رسالة من روح الله الخميني إلى زعيم الاتحاد السوفيتي الأخير ميخائيل غورباتشوف حمّلت دعوة إلى التخلي عن العقيدة الشيوعية والالتحاق بالإسلام.
- 1990 - إيطاليا تغلق برج بيزا أمام الزوار بسبب اشتداد درجة ميله والخوف عليه من السقوط.
- 2004 - تم الإعلان عن تأسيس هيئة الإنصاف والمصالحة في المغرب.
- 2006 - زلزال معتدل يضرب شبه جزيرة ألاسكا بقوة مقدارها 5.1 على مقياس ريختر.
- 2015 -
  - تفجير انتحاري في بوابة كلية الشرطة بالعاصمة اليمنية صنعاء، يسفر عن مقتل 32 شخصاً وإصابة العشرات.
  - هجوم مسلح على صحيفة شارلي إبدو في العاصمة الفرنسية باريس، يسفر عن مقتل 12 شخصاً وإصابة 10 أشخاص.
- 2019 - مُحاولة انقلابيَّة فاشلة في الغابون أثناء غياب الرئيس علي بونغو لِتلقي العلاج في المغرب، وإلقاء القبض على الضُبَّاط المُتورطين فيها بعد بضع ساعاتٍ من المُحاولة.
- 2025 -
  - زلزالٌ بقوة 7.1 درجة على مقياس ريختر يضرب مقاطعة تنغري في منطقة التبت ذاتية الحكم ما أدى لمقتل مائة وستة وعشرين شخصًا على الأقل.
  - سلسلة حرائق تجتاح منطقة لوس أنجلوس الكبرى بولاية كاليفورنيا الأمريكية ما أدى لمقتل خمسةٍ وعشرين شخصًا على الأقل وتشريد ما يزيد عن مائتي ألف.

## مواليد
- 1502 - غريغوريوس الثالث عشر، بابا الكنيسة الرومانية الكاثوليكية.
- 1647 - وليم لويس، دوق فورتمبيرغ.
- 1800 - ميلارد فيلمور، رئيس الولايات المتحدة الثالث عشر.
- 1921 - نظيم شعراوي، ممثل مصري.
- 1924 - حمدي غيث، ممثل مصري.
- 1925 - جيرالد دوريل، عالم طبيعة بريطاني.
- 1934 - تاسوس بابادوبولوس، رئيس قبرص الخامس.
- 1941 - جون ووكر، عالم كيمياء إنجليزي حاصل على جائزة نوبل في الكيمياء عام 1997.
- 1945 - رايلا أودينجا، رئيس وزراء كينيا.
- 1955 - محمد إبراهيم، ممثل وممثل صوت لبناني.
- 1960 - سمير درويش، شاعر وكاتب مصري.
- 1964 - نيكولاس كيج، ممثل أمريكي.
- 1966 - إيهاب توفيق، مغني مصري.
- 1967 - نيك كليغ، سياسي بريطاني.
- 1969 - ماهر المعيقلي، قارئ قرآن سعودي.
- 1972 -
  - سهام جلال، ممثلة مصرية.
  - منى جلال، ممثلة مصرية.
  - وائل رمضان، ممثل سوري.
- 1979 - بيباشا باسو، ممثلة هندية.
- 1989 - إيمليانو إنسوا، لاعب كرة قدم أرجنتيني.
- 1991 - إدين هازارد، لاعب كرة قدم بلجيكي.
- 1993 - يان أوبلاك، حارس مرمى كرة قدم سلوفيني.
- 1996 - هيلي شاه، ممثلة هندية.

## وفيات
- 1536 - كاثرين أراغون، زوجة هنري الثامن ملك إنجلترا.
- 1619 - نيكولاس هيليارد، رسام إنجليزي.
- 1655 - إينوسنت العاشر، بابا الكنيسة الرومانية الكاثوليكية.
- 1830 - توماس لورنس، رسام إنجليزي.
- 1892 - الخديوي توفيق، سادس حكام مصر من الأسرة العلوية.
- 1941 - عبد العزيز بن حمد المبارك، فقيه مالكي ومدرس ديني وشاعر سعودي.
- 1951 - ريني غينون، كاتب ومفكر فرنسي.
- 1957 - بشير السعداوي، سياسي ليبي.
- 1968 - غلام رضا تختي، مصارع رياضي وملاكم إيراني.
- 1984 - ألفريد كاستلر، عالم فيزياء فرنسي حاصل على جائزة نوبل في الفيزياء عام 1966.
- 1989 - هيروهيتو، إمبراطور اليابان.
- 1994 - عليه عبد المنعم، ممثلة مصرية.
- 1995 - مري روثبورد، اقتصادي نمساوي / أمريكي.
- 1998 -
  - فلاديمير بريلوغ، عالم كيمياء كرواتي حاصل على جائزة نوبل في الكيمياء عام 1975.
  - راشد الخضر، ملحن كويتي.
- 2001 - شارل حلو، رئيس الجمهورية اللبنانية الرابع.
- 2005 - بيير دانينوس، كاتب فرنسي.
- 2007 - إيهاب نافع، ممثل مصري.
- 2010 - ابتسام الهواري، صحفية مصرية.
- 2012 - إبراهيم أصلان، روائي مصري.
- 2018 - مشاري العرادة، منشد كويتي.
- 2021 - جورج بشير، صحافي وإعلامي وكاتب سياسي لبناني.
- 2022 -
  - جميل الطريفي، سياسي فلسطيني.
  - إبريزا المعوشي، روائية وصحفية لبنانية.
- 2024 -
  - حمزة الدحدوح، صحفي فلسطيني.
  - فرانز بكنباور، لاعب كرة قدم ألماني.

## أعياد ومناسبات
- عيد الميلاد عند الطوائف المسيحية الشرقية.
- مهرجان العشبات السبع في اليابان.

## وصلات خارجية
- وكالة الأنباء القطريَّة: حدث في مثل هذا اليوم.
- النيويورك تايمز: حدث في مثل هذا اليوم.
- BBC: حدث في مثل هذا اليوم.